# NGC 1961
NGC 1961 est une vaste galaxie spirale intermédiaire située dans la constellation de la Girafe. NGC 1961 a été découverte par l'astronome germano-britannique William Herschel en 1788. Cette galaxie a aussi été observée par l'astronome français Guillaume Bigourdan le 22 décembre 1891 et elle a été inscrite à l'Index Catalogue sous la cote IC 2133.

## Caractéristiques
NGC 1961 présente une large raie HI. De plus, c'est une galaxie LINER, c'est-à-dire une galaxie dont le noyau présente un spectre d'émission caractérisé par de larges raies d'atomes faiblement ionisés. NGC 1961 est aussi une galaxie lumineuse dans l'infrarouge (LIRG). 

### Distance
Sa vitesse par rapport au fond diffus cosmologique est de 3 909 ± 2 km/s, ce qui correspond à une distance de Hubble de 57,7 ± 4,0 Mpc (∼188 millions d'al).
À ce jour, sept mesures non basées sur le décalage vers le rouge (redshift) donnent une distance de 44,586 ± 22,198 Mpc (∼145 millions d'al), ce qui est à l'intérieur des valeurs de la distance de Hubble.

### Luminosité dans l'infrarouge
La luminosité de la galaxie NGC 1961 dans l'infrarouge lointain (de 40 à 400 µm)  est égale à 8,51 × 1010 {\displaystyle L_{\odot }} (1010,93{\displaystyle L_{\odot }}) et sa luminosité totale dans l'infrarouge (de 8 à 1 000 µm) est de 1,05 × 1011 {\displaystyle L_{\odot }} (1011,02{\displaystyle L_{\odot }}).

## Trou noir supermassif
Selon une étude publiée en 2009 et basée sur la vitesse interne de la galaxie mesurée par le télescope spatial Hubble, la masse du trou noir supermassif au centre de NGC 1961 serait comprise entre 94 et 460 millions de {\displaystyle M_{\odot }}.
Selon un article basé sur les mesures de luminosité de la bande K de l'infrarouge proche du bulbe de NGC 3227, on obtient une valeur de 108,2 {\displaystyle M_{\odot }} (159 millions de masses solaires) pour le trou noir supermassif qui s'y trouve.

## Supernova
Trois supernovas ont été découvertes dans NGC 1961 : SN 1998eb, SN 2001is et SN 2013cc.

### SN 1998eb
Cette supernova a été découverte le 17 septembre 1998 par W. D. Li, M. Modjaz, E. Halderson, T. Shefler, J. Y. King, M. Papenkova, R. R. Treffers et A. V. Filippenko de l'université de Californie à Berkeley dans le cadre du programme LOSS (Lick Observatory Supernova Search) de l'observatoire Lick. Cette supernova était de type Ia. 

### SN 2001is
Cette supernova a été découverte le 22 décembre 2001 indépendamment par deux équipes d'astronomes, l'une de l'observatoire astronomique de Pékin (BAO) et l'autre du programme LOTOSS de l'observatoire Lick. Cette supernova était de type Ib. 

### SN 2013cc
Cette supernova a été découverte le 28 avril 2013 à Yamagata au Japon par l'astronome japonais Koichi Itagaki. Cette supernova était de type II. 

## Groupe de NGC 1961
La galaxie NGC 1961 est la plus grosse et la plus brillante d'un groupe de galaxies d'au moins 6 membres qui porte son nom. Les 5 autres galaxies du groupe de NGC 1961 sont UGC 3319, UGC 3342, UGC 3379, CGCG 329-010 et MCG 12-6-13 (CGCG 3349).

## Galerie

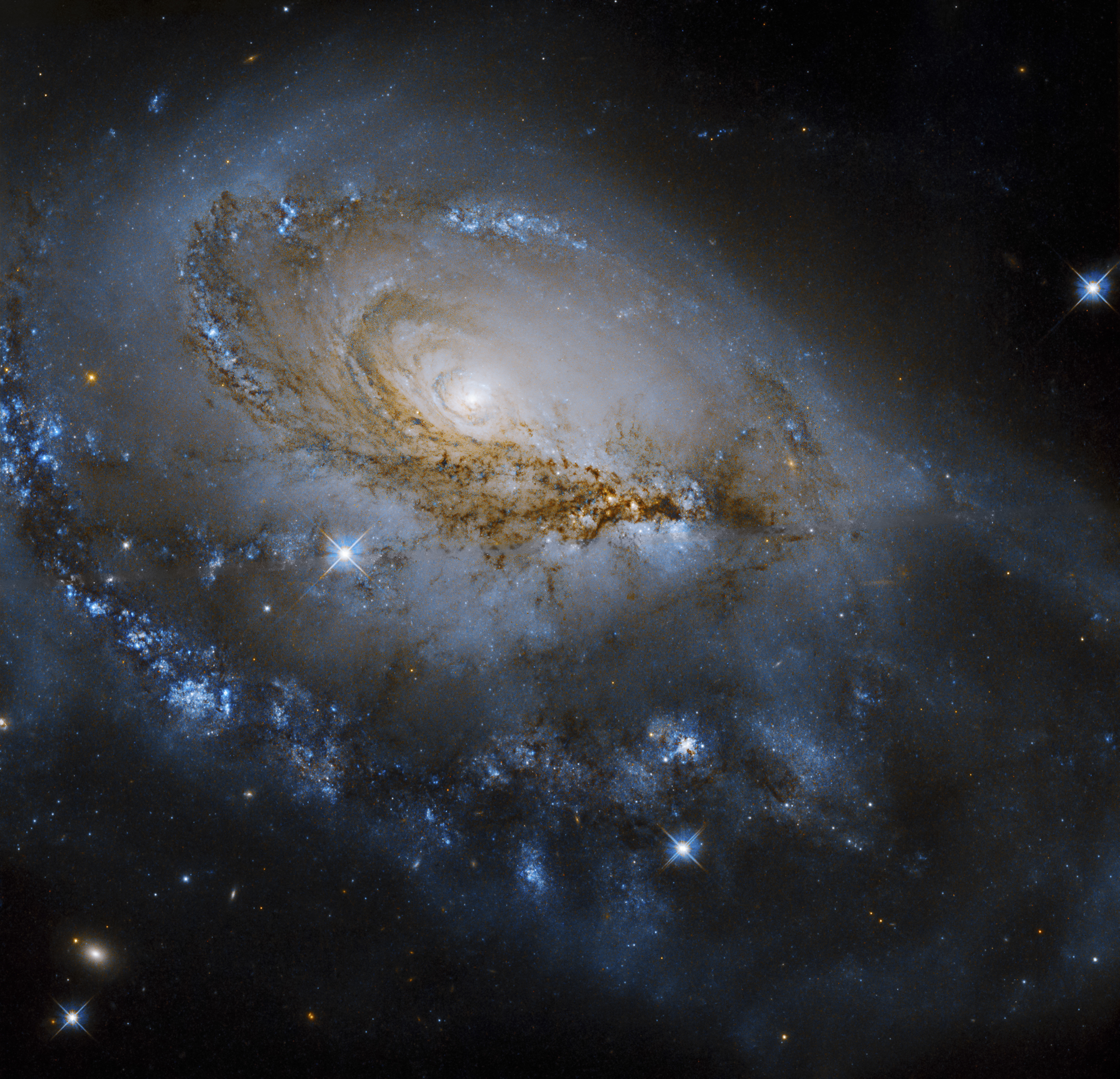
NGC 1961 par le télescope spatial Hubble.
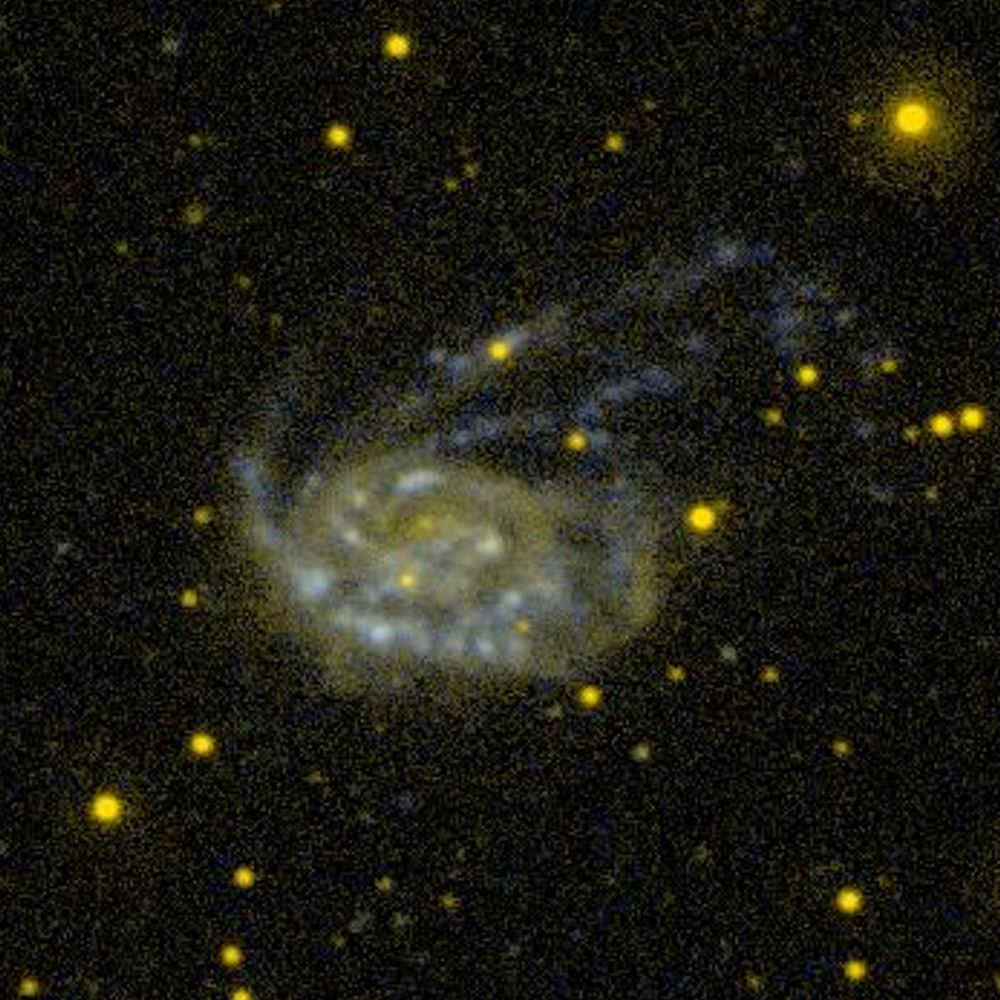
NGC 1961 en ultraviolet par le télescope spatial GALEX.
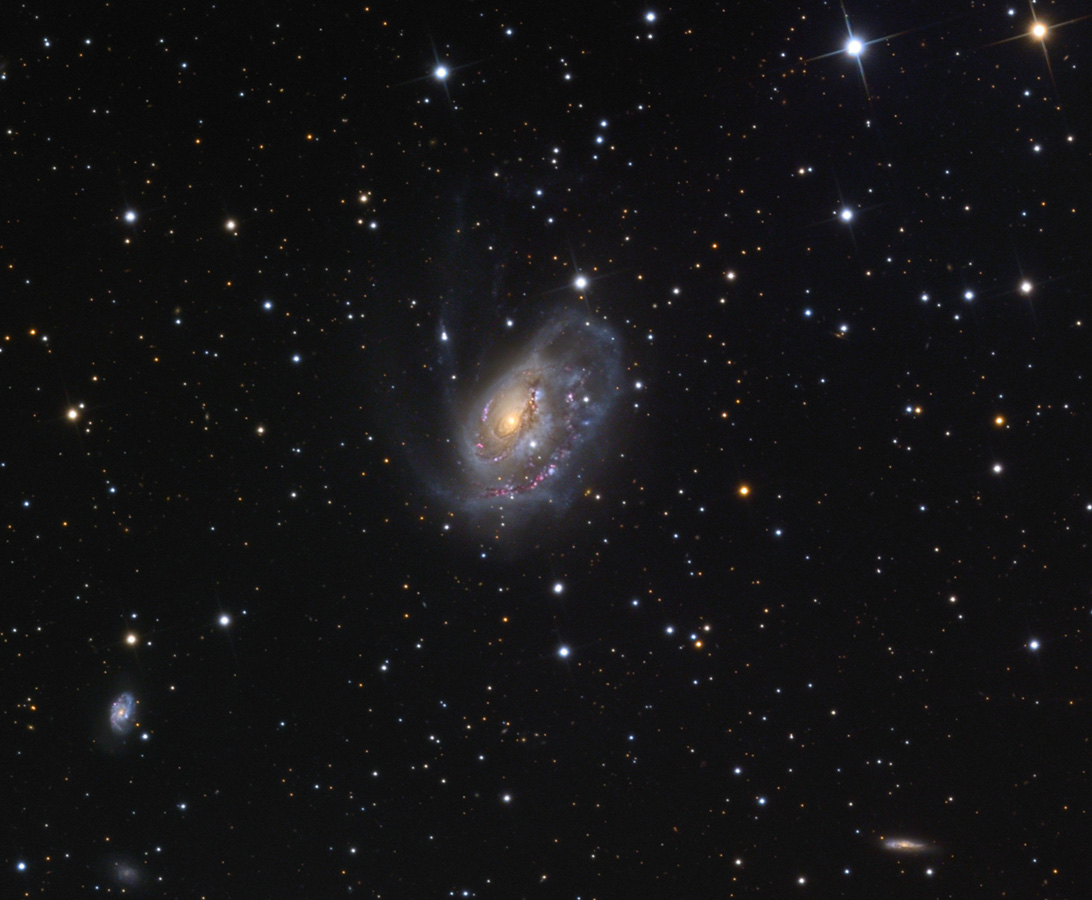
NGC 1961 par Adam Block (Mount Lemmon SkyCenter/University of Arizona).